# St. Mariä Himmelfahrt (Füchtorf)

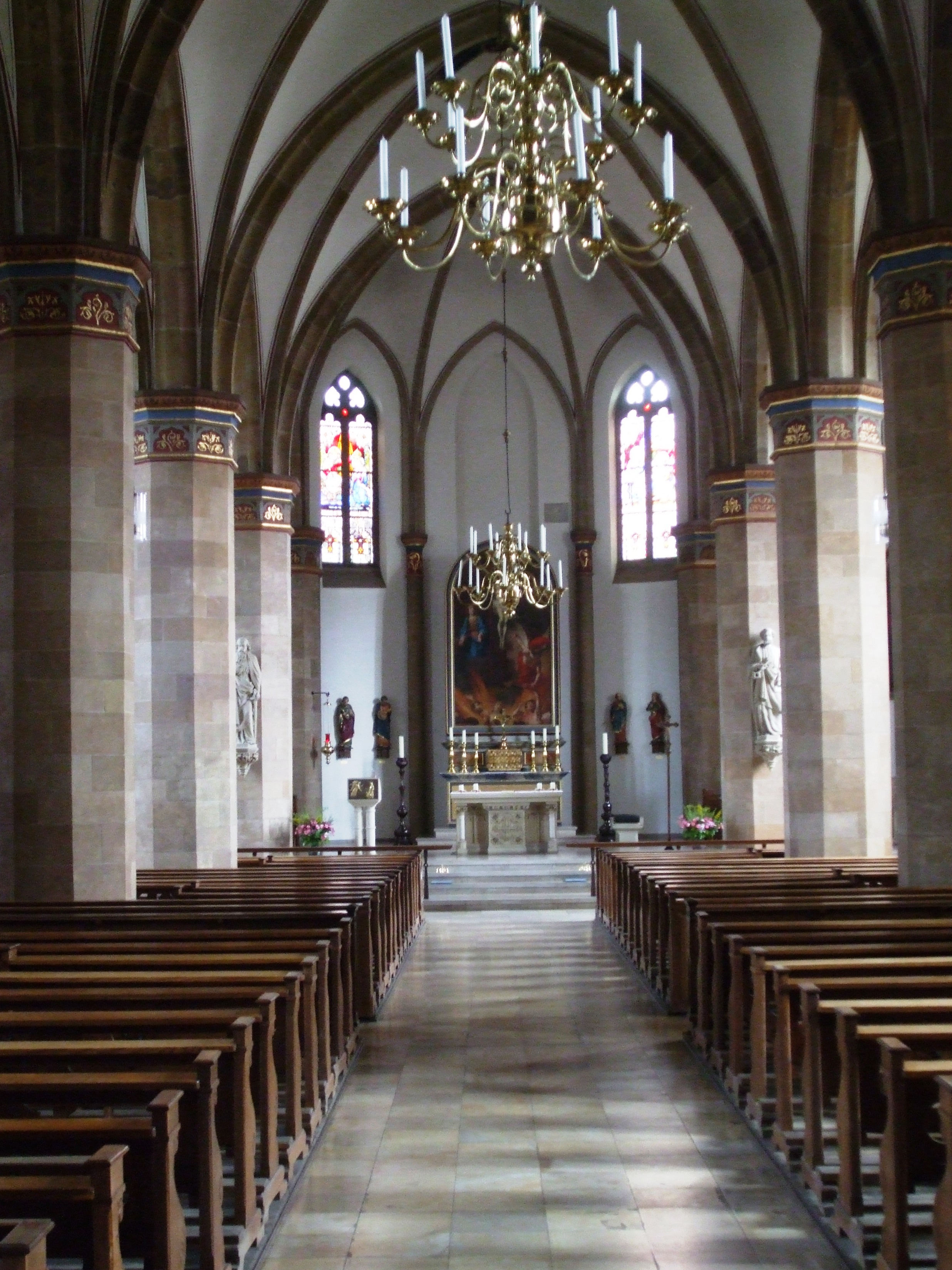
St. Mariä Himmelfahrt Füchtorf

Die katholische Kirche St. Mariä Himmelfahrt ist Teil der neugegründeten Seelsorgeeinheit St. Johannes Evangelist (Sassenberg)/St. Mariä Himmelfahrt (Füchtorf). Sie steht in direkter Nähe des Thieplatzes.

## Geschichte
Die Pfarre wurde erstmals 1250 erwähnt. Eine spätgotische Saalkirche mit romanischem Turm riss man 1840 ab.
Der heutige Bau wurde 1842–1846 nach einem Entwurf des Mindener Bauinspektors Konrad Niermann als neugotische, dreischiffige Hallenkirche mit einer Kirchturmhöhe von 68 Metern errichtet. Er stellt eine der ersten neugotischen Kirchenbauten im Bistum Münster dar. Der Turm kam erst 1902 hinzu. Von 1996 bis 1999 wurde die Kirche renoviert.
Der Kirchhof wird von einem Rundbogen aus Bruchstein begrenzt, welcher ehemals zur Kirchplatzeinfassung gehörte. Am Rand des Kirchhofes, der ehemals auch als Friedhof diente, stehen zwei Kriegerdenkmale für die Füchtorfer Gefallenen des 1. Weltkrieges und des 2. Weltkrieges.

## Ausstattung
Die Kirche beherbergt verschiedene Ausstattungsgegenstände, welche insbesondere aus der Zeit nach 1860 stammen.
- Neogotische Buntglasfenster aus dem ausgehenden 19. Jahrhundert, Kölner Firma Reuter & Reichart
- Hochaltarbild (Kreuzigung) sowie zwei Seitenaltäre (Pfingstwunder, Geburt Christ) aus dem 18. Jahrhundert.
- Taufstein von 1850
- Holzskulptur des Heiligen Antonius, 3. Viertel des 15. Jahrhunderts[2]

## Glocken
Im Turm der Kirche hängen mehrere Glocken, darunter:
- Mittelalterliche Glocke um 1300
- Glocke der Gebrüder Fricke von 1773[2]

## Orgel
Die Orgel geht zurück auf ein Instrument aus dem Jahre 1922, das von dem Orgelbauer Anton Feith erbaut worden war, unter Wiederverwendung von Pfeifenmaterial von dem Vorgängerinstrument von dem Orgelbauer Pohlmann aus dem Jahre 1851. Die Orgel wurde schließlich von der Orgelbaufirma Siegfried Sauer (Höxter) neu erbaut. Das Schleifladen-Instrument hat 32 Register (2183 Pfeifen) auf zwei Manualen und Pedal. Die Spieltrakturen sind mechanisch, die Registertrakturen elektrisch.
| I Hauptwerk C–g3 |                |       |
| 1.               | Bordun         | 16′   |
| 2.               | Prinzipal      | 8′    |
| 3.               | Gedackt        | 8′    |
| 4.               | Viola da Gamba | 8′    |
| 5.               | Oktave         | 4′    |
| 6.               | Rohrflöte      | 4′    |
| 7.               | Quinte         | 2 ⁄3′ |
| 8.               | Oktave         | 2′    |
| 9.               | Cornet III     | 2 ⁄3′ |
| 10.              | Mixtur IV      | 1 ⁄3′ |
| 11.              | Zimbel III     | 1⁄2′  |
| 12.              | Trompete       | 8′    |
|                  | Tremulant      |       |

| II Schwellwerk C–g3 |              |        |
| 13.                 | Holzflöte    | 8′     |
| 14.                 | Gedackt      | 8′     |
| 15.                 | Salicional   | 8′     |
| 16.                 | Prinzipal    | 4′     |
| 17.                 | Traversflöte | 4′     |
| 18.                 | Nasat        | 2 ⁄3′  |
| 19.                 | Piccolo      | 2′     |
| 20.                 | Terz         | 1 3⁄5′ |
| 21.                 | Quinte       | 1 ⁄3′  |
| 22.                 | Scharff IV   | 1′     |
| 23.                 | Basson       | 16′    |
| 24.                 | Hautbois     | 8′     |
|                     | Tremulant    |        |

| Pedal C–f1 |               |       |
| 25.        | Prinzipal     | 16′   |
| 26.        | Subbaß        | 16′   |
| 27.        | Oktavbaß      | 8′    |
| 28.        | Gedacktbaß    | 8′    |
| 29.        | Choralbaß     | 4′    |
| 30.        | Hintersatz IV | 2 ⁄3′ |
| 31.        | Holzposaune   | 16′   |
| 32.        | Trompete      | 8′    |